# Calciumsulfide

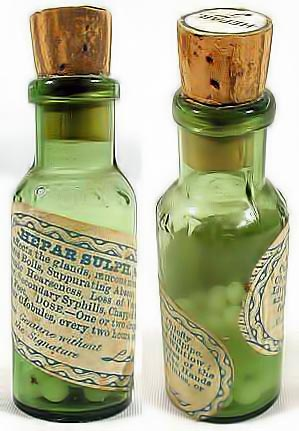
Oude fles Hepar sulph, een homeopathische bereiding uit calciumsulfide

Calciumsulfide is het sulfide van calcium, met als brutoformule CaS. De stof komt voor als witte hygroscopische kristallen, die slecht oplosbaar zijn in water. Het komt in de natuur voor als het mineraal oldhamiet. Daarnaast is het een zeldzaam voorkomende component in bepaalde meteorieten.

## Synthese
Calciumsulfide kan bereid worden door middel van een zogenaamde carbothermische reductie van calciumsulfaat, waarbij zuiver koolstof wordt omgezet in koolstofdioxide:
{\displaystyle {\ce {CaSO4 + 2C -> CaS + 2CO2}}}
Tijdens deze reactie kan het reeds gevormde calciumsulfide reageren met calciumsulfaat:
{\displaystyle {\ce {3CaSO4 + CaS -> 4CaO + 4SO2}}}
Dit is een disproportioneringsreactie, waarbij calciumsulfaat de rol van oxidator en reductor op zich neemt.

## Kristalstructuur
Calciumsulfide neemt een vergelijkbare kristalstructuur als natriumchloride aan, namelijk een kubische. Dit, samen met het hoge smeltpunt, wijst erop dat de binding tussen calcium en zwavel voor het grootste gedeelte ionair van karakter is. Het behoort tot ruimtegroep Fm3m.

## Toepassingen en reacties
Als calciumsufide ontleedt in water of reageert met zuren ontstaat als nevenproduct het toxische en stinkende waterstofsulfide.
Calciumsulfide ontleedt op volgende wijze als het in contact komt met water:
{\displaystyle {\ce {CaS + H2O -> Ca(SH)(OH)}}}
{\displaystyle {\ce {Ca(SH)(OH) + H2O -> Ca(OH)2 + H2S}}}
Calciumsulfide reageert met bijvoorbeeld zoutzuur op de volgende wijze:
{\displaystyle {\ce {CaS + 2HCl -> CaCl2 + H2S}}}

## Opmerking
Calciumsulfide kwam, als ongewenst bijproduct, in grote hoeveelheden vrij bij het bereiden van soda volgens het Leblancproces.